# 円通寺 (名古屋市)
円通寺（えんつうじ、圓通寺）は愛知県名古屋市熱田区神宮にある曹洞宗の寺院。山号は補陀山（ほださん）。本尊は釈迦如来。
かつては静岡県にある普済寺の末寺であった。一般には秋葉山円通寺（あきはさんえんつうじ）などの呼び名で知られる（後述）。

## 歴史
始まりは尾張国の豪族であった尾張氏が熱田社に神宮寺として建立したものとされる。弘仁年間（810年 - 824年）に当地を訪れた空海がこの地に小宇を築いて、自ら彫った十一面観音像を安置したと伝える。
後代、田島氏によって伽藍が建立され、誓海義本（大明禅師・普済寺二世）を開山として松露山圓通寺として開かれたが、山号はその後に現在のものに改められた。なお、開基年については明徳2年（1341年）、嘉吉年間（1441年 - 1444年）、宝徳年間（1449年 - 1452年）など諸説ある。
宝暦7年（1757年）に伽藍の大造営が行われたが、1891年（明治24年）の濃尾地震で全て倒壊し、1907年（明治40年）になって本堂が建て直されるなどしたものの、これらは1945年（昭和20年）の名古屋大空襲によって焼失、戦後に再建された。秋葉本殿も1960年（昭和35年）に再建されたものである。
かつては1,700坪におよぶ寺域を持ち、縁日や毎月1日と15日には見世物小屋やからくり小屋なども出たという。

## 秋葉出現道場

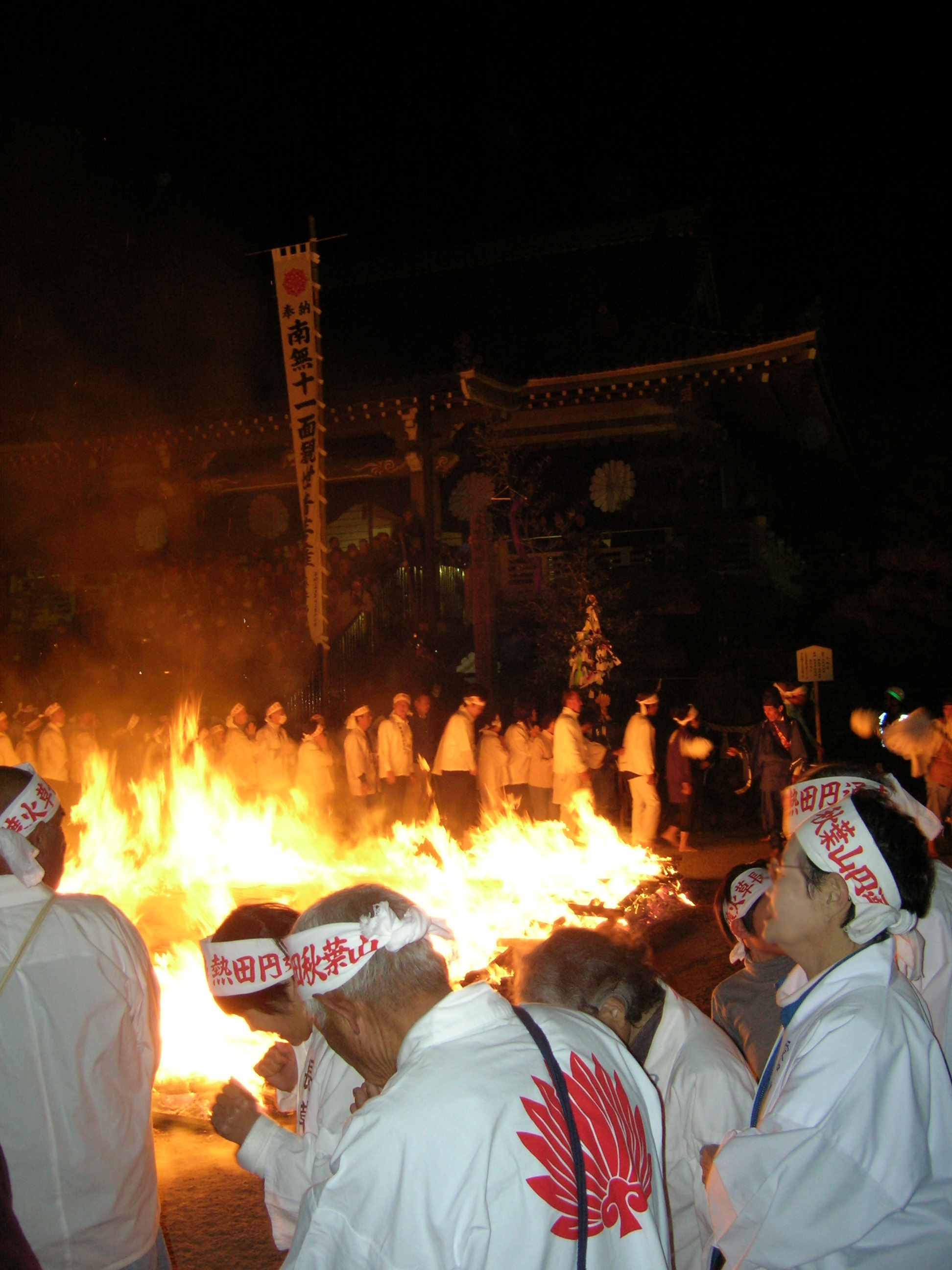
火渡り神事（2011年）

この地に寺が開かれて多くの修行僧が集まった中に、一人の僧に姿を変えた秋葉三尺坊が居り、長年の修行を経て永享年間（1429年 - 1441年）ついに鎮防火燭の秘法を得たと言う。喜びのあまり本当の姿を見せた三尺坊は寺の守護を誓したと伝わり、これに由来して秋葉三尺坊大権現や羽休の秋葉などの通称で呼ばれている。
毎年12月16日に行われる火渡り神事（火まつり）は、境内に4間（約7メートル）四方の大護摩を焚き、火防守護・緒難消滅・福徳延命などを祈願してその上を修験者や信者が裸足で渡るもので、毎年多くの人が訪れる。

## 寺宝
- 十一面観音像（伝弘法大師作）[6]
- 秋葉三尺坊像（伝自刻）[6]
- 秋葉三尺坊像（大明禅師作）[6]

## アクセス
公共交通機関
- 名鉄名古屋本線・常滑線 神宮前駅
- 名古屋市営地下鉄名城線 熱田神宮伝馬町駅